# Ramonchamp
Ramonchamp és un municipi francès, situat al departament dels Vosges i a la regió del Gran Est. L'any 2007 tenia 1.996 habitants.

## Demografia

### Població
El 2007 la població de fet de Ramonchamp era de 1.996 persones. Hi havia 824 famílies, de les quals 224 eren unipersonals (56 homes vivint sols i 168 dones vivint soles), 264 parelles sense fills, 272 parelles amb fills i 64 famílies monoparentals amb fills.
La població ha evolucionat segons el següent gràfic:
Habitants censats

### Habitatges
El 2007 hi havia 950 habitatges, 825 eren l'habitatge principal de la família, 55 eren segones residències i 71 estaven desocupats. 690 eren cases i 257 eren apartaments. Dels 825 habitatges principals, 581 estaven ocupats pels seus propietaris, 234 estaven llogats i ocupats pels llogaters i 9 estaven cedits a títol gratuït; 2 tenien una cambra, 41 en tenien dues, 168 en tenien tres, 237 en tenien quatre i 376 en tenien cinc o més. 644 habitatges disposaven pel capbaix d'una plaça de pàrquing. A 385 habitatges hi havia un automòbil i a 315 n'hi havia dos o més.

### Piràmide de població
La piràmide de població per edats i sexe el 2009 era:
| Homes | Edats   | Dones |
| ----- | ------- | ----- |
| 0     | 95 o +  | 0     |
| 0     | 90 a 94 | 4     |
| 8     | 85 a 89 | 16    |
| 8     | 80 a 84 | 8     |
| 24    | 75 a 79 | 32    |
| 36    | 70 a 74 | 44    |
| 60    | 65 a 69 | 64    |
| 52    | 60 a 64 | 56    |
| 48    | 55 a 59 | 72    |
| 68    | 50 a 54 | 68    |
| 68    | 45 a 49 | 92    |
| 60    | 40 a 44 | 36    |
| 72    | 35 a 39 | 76    |
| 48    | 30 a 34 | 60    |
| 72    | 25 a 29 | 64    |
| 44    | 20 a 24 | 44    |
| 72    | 15 a 19 | 68    |
| 60    | 10 a 14 | 68    |
| 76    | 5 a 9   | 52    |
| 32    | 0 a 4   | 52    |

## Economia
El 2007 la població en edat de treballar era de 1.276 persones, 888 eren actives i 388 eren inactives. De les 888 persones actives 762 estaven ocupades (419 homes i 343 dones) i 126 estaven aturades (62 homes i 64 dones). De les 388 persones inactives 165 estaven jubilades, 111 estaven estudiant i 112 estaven classificades com a «altres inactius».

### Ingressos
El 2009 a Ramonchamp hi havia 823 unitats fiscals que integraven 2.016,5 persones, la mediana anual d'ingressos fiscals per persona era de 15.743 €.

### Activitats econòmiques
Dels 57 establiments que hi havia el 2007, 2 eren d'empreses alimentàries, 1 d'una empresa de fabricació d'elements pel transport, 7 d'empreses de fabricació d'altres productes industrials, 12 d'empreses de construcció, 10 d'empreses de comerç i reparació d'automòbils, 5 d'empreses de transport, 6 d'empreses d'hostatgeria i restauració, 1 d'una empresa d'informació i comunicació, 2 d'empreses financeres, 3 d'empreses immobiliàries, 3 d'empreses de serveis, 3 d'entitats de l'administració pública i 2 d'empreses classificades com a «altres activitats de serveis».
Dels 18 establiments de servei als particulars que hi havia el 2009, 1 era una oficina de correu, 1 funerària, 2 tallers de reparació d'automòbils i de material agrícola, 2 paletes, 4 fusteries, 3 lampisteries, 2 perruqueries i 3 restaurants.
Dels 5 establiments comercials que hi havia el 2009, 1 era una botiga de menys de 120 m², 1 una fleca, 1 una peixateria, 1 una botiga de mobles i 1 una joieria.
L'any 2000 a Ramonchamp hi havia 15 explotacions agrícoles que ocupaven un total de 188 hectàrees.

## Equipaments sanitaris i escolars
L'únic equipament sanitari que hi havia el 2009 era una farmàcia.
El 2009 hi havia 1 escola maternal i 1 escola elemental.

## Poblacions properes
El següent diagrama mostra les poblacions més properes.